# حملة النفط في الحرب العالمية الثانية
حملة النفط للحلفاء في الحرب العالمية الثانية  :11 هجوم قام به سلاح الجو الملكي البريطاني والقوات الجوية الأمريكية ضد المنشآت التي تزود ألمانيا النازية بمنتجات البترول والنفط والتشحيم (POL). وشكلت جزءًا من جهد القصف الإستراتيجي الهائل للحلفاء أثناء الحرب. شملت الأهداف في ألمانيا وفي «محور أوروبا»  مصافي النفط الطبيعي، والمصانع التي تنتج الوقود الصناعي، ومستودعات التخزين، وغيرها من موارد البنية التحتية.
قبل الحرب، حددت بريطانيا اعتماد ألمانيا على النفط والمنتجات النفطية في آلة الحرب، وبدأ القصف الاستراتيجي بهجمات سلاح الجو الملكي البريطاني على ألمانيا في عام 1940. بعد دخول الولايات المتحدة الحرب (ديسمبر 1941) ، نفذت هجمات «القصف الدقيق» خلال النهار - مثل عملية الموجة العارمة ضد المصافي في رومانيا في عام 1943.  استهدفت آخر غارة إستراتيجية كبيرة على المسرح الأوروبي للحرب مصفاة في النرويج في أبريل 1945. خلال الحرب تباينت الجهود المبذولة ضد أهداف POL، مع إعطاء الأولوية النسبية في بعض الأحيان لأهداف أخرى مثل هزيمة الهجمات الألمانية ضد الأسلحة أو الاستعدادات لغزو أوروبا الغربية في عام 1944.
كما أظهرت الأهمية الاستراتيجية للموارد النفطية في الحرب العالمية الثانية في حملات مثل:
- الغزو الانجليزي السوفيتي لإيران (أغسطس - سبتمبر 1941) لتأمين الوصول إلى النفط الفارسي
- الهجوم الاستراتيجي الياباني ضد جزر الهند الشرقية الهولندية (1941-1942) لإعادة الوصول إلى موارد النفط والمطاط المحظورة
- حملة الفيرماخت نحو باكو وحقول النفط في القوقاز ( كيس الأزرق وعملية إديلويس ) في صيف عام 1942
- الاحتلال السوفيتي لرومانيا في عام 1944، والتي حرمت المحور من حقول بلوستي النفطية الهامة

## إستراتيجية الحملة
حدد البريطانيون أهمية إمدادات الوقود الألمانية قبل الحرب في «خطة الطيران الغربية 5 (ج)». تغير تركيز القصف البريطاني خلال عام 1940 بشكل متكرر استجابة حسب توجيهات وزارة الطيران.

## الإحصاء
الإحصاءات التالية مأخوذة من وحدة مسح القصف البريطاني. الأرقام مخصصة للحملة النفطية في السنة الأخيرة من الحرب.
عدد هجمات سلاح الجو الملكي البريطاني والقوات الجوية الأمريكية ضد الأهداف النفطية: 
| شهر         | سلاح الجو الأمريكي القوة الجوية الثامنة | سلاح الجو الأمريكي سلاح الجو الخامس عشر | قاذفات القنابل البريطانية |
| ----------- | --------------------------------------- | --------------------------------------- | ------------------------- |
| مايو 1944   | 11                                      | 10                                      | 0                         |
| يونيو 1944  | 20                                      | 32                                      | 10                        |
| يوليو 1944  | 9                                       | 36                                      | 20                        |
| أغسطس 1944  | 33                                      | 23                                      | 20                        |
| سبتمبر 1944 | 23                                      | 8                                       | 14                        |
| أكتوبر 1944 | 18                                      | 10                                      | 10                        |
| نوفمبر 1944 | 32                                      | 19                                      | 22                        |
| ديسمبر 1944 | 7                                       | 33                                      | 15                        |
| يناير 1945  | 17                                      | 5                                       | 23                        |
| فبراير 1945 | 20                                      | 20                                      | 24                        |
| مارس 1945   | 36                                      | 24                                      | 33                        |
| أبريل 1945  | 7                                       | 1                                       | 9                         |
| مجموع       | 233                                     | 221                                     | 200                       |

طن أمريكي أطلقت على أهداف نفطية: 
| شهر         | سلاح الجو الأمريكي القوة الجوية الثامنة | سلاح الجو الأمريكي سلاح الجو الخامس عشر | قاذفات القنابل البريطانية |
| ----------- | --------------------------------------- | --------------------------------------- | ------------------------- |
| مايو 1944   | 2883                                    | 1540                                    | 0                         |
| يونيو 1944  | 3689                                    | 5653                                    | 4562                      |
| يوليو 1944  | 5379                                    | 9313                                    | 3829                      |
| أغسطس 1944  | 7116                                    | 3997                                    | 1856                      |
| سبتمبر 1944 | 7495                                    | 1829                                    | 4488                      |
| أكتوبر 1944 | 4462                                    | 2515                                    | 4088                      |
| نوفمبر 1944 | 15884                                   | 4168                                    | 16029                     |
| ديسمبر 1944 | 2937                                    | 6226                                    | 5772                      |
| يناير 1945  | 3537                                    | 2023                                    | 10114                     |
| فبراير 1945 | 1616                                    | 4362                                    | 15749                     |
| مارس 1945   | 9550                                    | 6628                                    | 21211                     |
| أبريل 1945  | 1949                                    | 124                                     | 5993                      |
| مجموع       | 66497                                   | 48378                                   | 93691                     |

### اقتباسات
1. ↑  Donald Caldwell؛ Richard Muller (2007). "The Oil Campaign May–August 1944". The Luftwaffe Over Germany: Defense of the Reich. MBI Publishing Company. ISBN:978-1-85367-712-0. مؤرشف من الأصل في 17 مارس 2020. اطلع عليه بتاريخ أغسطس 2020. {{استشهاد بكتاب}}: تحقق من التاريخ في: |تاريخ الوصول= (مساعدة)
2. ↑  Duga، James؛ Stewart, Carroll (9 أبريل 2002). Ploesti. ISBN:978-1-57488-510-1. مؤرشف من الأصل في 2020-02-20. اطلع عليه بتاريخ 2009-03-26.
3. ↑  Stout، Jay A (نوفمبر 2003). Fortress Ploiesti: The Campaign to Destroy Hitler's Oil Supply. ص. 318. مؤرشف من الأصل في 2010-06-22. اطلع عليه بتاريخ 2009-02-04.
4. ↑  Speer، Albert (1970). Inside the Third Reich. Translated by Richard and Clara Winston. New York and Toronto: Macmillan. ISBN:978-0-684-82949-4. LCCN:70119132. مؤرشف من الأصل في 2020-02-21.
5. 1 2  Miller، Donald L. (2006). Masters of the Air: America's Bomber Boys Who Fought the Air War Against Nazi Germany. New York: Simon & Schuster. ISBN:978-0-7432-3544-0. مؤرشف من الأصل في 2020-02-21.
6. ↑  Cox، Sebastian (31 مارس 1998). The Strategic Air War Against Germany, 1939–1945. ص. 11. ISBN:978-0-7146-4722-7. مؤرشف من الأصل في 2020-02-20. اطلع عليه بتاريخ 2009-02-09.
7. ↑  Western Axis Subcommittee (c. 1943). "Estimated Refinery Output in Axis Europe – 1943" (PDF). Enemy Oil Committee. مؤرشف من الأصل (pdf) في 2009-03-27. اطلع عليه بتاريخ 2009-03-21.
8. ↑  Hastings p109
9. ↑  Hastings p109-110
10. ↑  Hall, R. Cargill. Case Studies in Strategic Bombardment. University Press of the Pacific, 1998. (ردمك 1-4102-2480-5) p. 158.